# Tiquicheo de Nicolás Romero
Tiquicheo de Nicolás Romero è un comune del Messico, situato nello stato di Michoacán.